# Androsteron
Androsteron, ADT – organiczny związek chemiczny, męski hormon płciowy należący do androgenów. Jest to produkt przemiany testosteronu, o podobnym, lecz słabszym działaniu fizjologicznym.
Androsteron był pierwszym męskim hormonem płciowym wyodrębnionym w stanie czystym i scharakteryzowanym. Dokonał tego w 1931 r. Adolf Butenandt, uzyskując 1,4 mg czystego związku z 200 l moczu mężczyzn. 